# Могилёвский уезд (Могилёвская губерния)
Могилёвский уе́зд ― административно-территориальная единица Могилёвской губернии Российской империи, существовавшая в 1777 — 1924 годах. Центр — город Могилёв.

## История
Уезд образован 22 марта 1777 в составе Могилёвского наместничества. В 1796 году Могилёвское наместничество были упразднены и включены в состав Белорусской губернии. В 1802 году уезд включён в составе Могилёвской губернии.
С 1919 года Могилёвский уезд стал частью вновь созданной Гомельской губернии России. 
В 1924 году уезд был упразднён, его территория вошла в состав Могилёвского округа БССР.

## Население
По переписи 1897 года население уезда составляло 155 740 человек, в том числе в Могилёве — 43 119 жит., в Шклове — 10 600 жит.

### Национальный состав
Национальный состав по переписи 1897 года:
- белорусы — 108 851 чел. (69,9 %),
- евреи — 34 169 чел. (21,9 %),
- русские — 8755 чел. (5,6 %),
- поляки — 2360 чел. (1,5 %).

## Административное деление
В 1913 году в уезде было 13 волостей: 
| - Белыничская — с. Белыничи, - Вейнянская — с. Вейняны, - Вендорожская — с. Вендорож, - Княжицкая — м. Княжицы, - Круглянская — м. Круглое, - Нежковская — с. Нежков, - Павловичская — с. Павловичи, | - Полыковичская — с. Полыковичи, - Тетеринская — м. Тетерин, - Толпечицкая — д. Толпечицы, - Церковищенская — с. Церковище, - Черноручская — с. Черноручье, - Шкловская — м. Новый Шклов. |